# Фаррука
Фарру́ка (исп. farruca) — музыкальный жанр фламенко. В классификации относится к стилю cante chico. Традиционно фарруку танцуют мужчины.
По одной из гипотез, зародился в Галисии (краткое упоминание Галисии как родины фарруки встречается только у La Niña de los Peines). Одним из истоков фарруки считают вильянсико. Этимологически название стиля близко к арабскому языку, в котором широко распространены имя — Faruk и фамилия — al-Farruqui.
Обычно танец включает в себя быстрые повороты, активные действия ногами, скачки и приседания, драматические позы и резкие движения рук. Танцоры также могут использовать для исполнения фарруки шляпы.
Фаррука исполняется обычно в Ля миноре, ритм состоит из 8-ми долей с акцентами на 1-ю, 3-ю, 5-ю, и 7-ю доли (сильные доли): [1] 2 [3] 4 [5] 6 [7] 8
«Фаррука», кроме того, — известная музыкальная композиция (автор — Mary Ann Godla).